# Muł radiolariowy
Muł radiolariowy – osad strefy abysalnej o czerwonym zabarwieniu, składający się z krzemionkowych szczątków promienic (Radiolaria), igieł gąbek (spikul), szczątków okrzemek, minerałów ilastych oraz tlenków żelaza i manganu.
Nazwa mułu pochodzi od nazwy promienic – radiolarii.